# Tadiivka, Volodarka
Tadiivka (în ucraineană Тадіївка) este localitatea de reședință a comunei Tadiivka din raionul Volodarka, regiunea Kiev, Ucraina.

## Demografie
Componența lingvistică a localității Tadiivka
     Ucraineană (96,71%)
     Rusă (2,33%)
     Alte limbi (0,38%)
Conform recensământului din 2001, majoritatea populației localității Tadiivka era vorbitoare de ucraineană (96,71%), existând în minoritate și vorbitori de rusă (2,33%).